# غارة البترون نوفمبر 2024
في 2 نوفمبر 2024، داهمت وحدة الكوماندوز البحرية الإسرائيلية النخبة "شايطيت 13" بلدة البترون في شمال لبنان واختطفت مواطنًا لبنانيًا زعمت أنه من كبار عملاء حزب الله، قبل أن تهرب في زورق سريع. وذكر الجيش الإسرائيلي أنه نقل عميل حزب الله المزعوم إلى إسرائيل للاستجواب من قبل المخابرات العسكرية، وحددته باسم عماد أمهز، الذي قالت إنه مسؤول عن العمليات البحرية لحزب الله.

## الضربة
في فجر يوم 2 نوفمبر 2024، هبطت قوة بحرية إسرائيلية مكونة من وحدة الكوماندوز النخبوية شايطيت 13 في البترون، وداهمت شاليهًا، واختطفت مواطنًا لبنانيًا، قبل أن تفر إلى إسرائيل في قارب سريع. ووفقًا لتقارير وسائل الإعلام المحلية، فقد نفذ الغارة أكثر من 25 رجلاً مسلحًا. ادعت إسرائيل أنها حددت هوية الرجل المخطوف على أنه عماد أمهز، الذي قالت إنه مسؤول عن العمليات البحرية لحزب الله. وقالت إسرائيل إنه يخضع للاستجواب الآن من قبل الوحدة 504. أظهرت لقطات من كاميرات المراقبة شخصًا يتم اقتياده بعيدًا بواسطة أكثر من اثني عشر رجلاً مسلحًا. قال وزير الأشغال العامة اللبناني، علي حمية، إن الرجل المخطوف كان قبطان سفينة مدنيًا يتلقى دورة في معهد بحري في البترون، حيث استأجر شاليهًا. وقال أيضًا إن الاختطاف قد يكون انتهاكًا لقرار مجلس الأمن التابع للأمم المتحدة رقم 1701.
ونفت المتحدثة باسم اليونيفيل كانديس أرديل مزاعم بعض التقارير الإعلامية المحلية بأن اليونيفيل ساعدت القوة البحرية الإسرائيلية في عمليتها.

## ردود الفعل
- حزب الله: وصف حزب الله الحادث بأنه "عدوان صهيوني في منطقة البترون"، دون أن يؤكد أسر أحد عناصره.[8]
- لبنان: قال رئيس الوزراء اللبناني نجيب ميقاتي إنه أمر الحكومة بتقديم شكوى إلى مجلس الأمن التابع للأمم المتحدة بشأن عملية الاختطاف.[9]
- إسرائيل: صرح الجيش الإسرائيلي أن "العميل تم نقله إلى الأراضي الإسرائيلية وهو قيد التحقيق حاليًا"، دون ذكر اسمه.[4]

## انظر ايضا
- الغزو الإسرائيلي للبنان 2024
- معركة صور 2024
- غارة جوية على مركز طبي في وسط بيروت (أكتوبر 2024
- مزاعم الإبادة الجماعية في الغزو الإسرائيلي للبنان عام 2024
- هجوم بنيامينا
- اغتيال هاشم صفي الدين